# Besamel
A besamel (vagy béchamel) mártás a francia alapmártások egyike, mely tejjel felöntött világos vajas rántásból készül. Sóval, fehérborssal és szerecsendióval fűszerezik. Nem csak francia, hanem egyes olasz- (pl. lasagne) és görög ételeknek (pl. muszaka) is alapvető összetevője.

## Története
Eredetére több teória is létezik. Egyesek úgy tartják, hogy Medici Katalin vitte magával Olaszországból, ahol besciamella a neve. Mások Philippe Duplessis-Mornay-nak tulajdonítják. Az ezt megkérdőjelezők azt a jogos kérdést teszik fel, hogy akkor miért a sajttal és tojássárgájával dúsított változatot nevezték el róla (Mornay mártás) és miért nem az eredeti verziót?! Megint mások úgy vélik, hogy François-Pierre de La Varenne, XIV. Lajos híres konyhafőnöke találta fel, noha ekkor már ismert volt és saját szakácskönyvében sem szerepel sem ezen a néven, sem máson, viszont a "tejleves" (Potage de lait) receptje szinte pontosan megegyezik a mártás mai receptjével. A névegyezés miatt, a legtöbb forrás egy gazdag francia bankárhoz Louis de Béchameil de Nointel márkihoz köti, aki udvarmesteri- és vele járó nemesi címet vásárolt a Napkirálytól. A király udvartartásának egyik tagja, d’Escars gróf, a márki kortársaként bosszankodott rajta, hogy milyen szerencsés amaz, hiszen ő már Béchameil születése előtt húsz évvel is szolgált fel csirkemellet fehér mártással, mégis az utóbbiról nevezték el a mártást. Ez bizonyos fokig megerősíti az elnevezés eredetét. Annyi bizonyos, hogy az első írásos forrás nem Franciaországból, hanem Angliából származik 1733-ból, bár kétségtelen, hogy a szakácskönyv: "The Modern Cook" írója, Vincent La Chapelle francia volt és akkoriban éppen Chesterfield grófját szolgálta. Azt is meg kell említeni, maga a recept sem konkrétan a mártásról, hanem rombuszhalról szól "Bechameille" módra (Turbots à la Bechameille) melybe a vajon, a liszten és a halon kívül finomra vágott hagymát és petrezselymet is tett. A fűszerezése viszont megegyezett a mai receptével.

## Elkészítése
Egy lábosban 100g vajat melegítünk és hozzáadunk 100g lisztet. Gyenge hőn "izzasztjuk", de nem pirítjuk meg. Tejjel felengedjük és jól kifőzzük, hogy a liszt elveszítse nyers ízét. Sóval, fehérborssal és szerecsendióval fűszerezzük.

## A belőle származtatott mártások
- Bíboros mártás (Sauce Cardinal)
- Lioni mártás (Sauce lyonnaise)
- Vernet mártás (Sauce Vernet)
- Tejszínes mártás (Sauce crème)
- Mornay (régebben "gratin") mártás (Sauce Mornay)
- Fehér hagymamártás (Sauce Soubise)